# Sebastião Leônidas
Sebastião Leônidas, ou simplesmente Leônidas (Jerônimo Monteiro, 6 de abril de 1938) é um ex-futebolista e treinador brasileiro. Ídolo do Botafogo.

## Carreira
Considerado um dos maiores zagueiros de sua época, foi um dos pioneiros em fazer linha de impedimento, também foi convocado pelo técnico Zagallo para Copa do Mundo de 1970, porém uma contusão tirou o jogador dias antes do embarque para o México.
Iniciou-se no futebol pelo América Football Club (MG) e foi campeão mineiro em 1957, no fim da década de 50 foi transferido para o America Football Club (Rio de Janeiro) onde conquistou o Campeonato Carioca de 1960 e com boas atuações logo em 1966 foi transferido para o Botafogo de Futebol e Regatas (RJ), com a difícil missão de substituir Nílton Santos que encerrava carreira jogando de quarto zagueiro, Leônidas fez sucesso no Botafogo e conquistou vários títulos entre eles; Bicampeão Carioca e da Taça Guanabara (1967/1968), Campeão do Campeonato Brasileiro de 1968 (Taça Brasil), oque acabou levando-o a Seleção Brasileira de Futebol, era cotado como titular para disputar a Copa do Mundo de 1970 porém uma lesão o tirou da copa dias antes do embarque para o México. Esteve presente no no famoso jogo da "Selefogo" de 1968, onde a Seleção Brasileira jogou com oito titulares que jogavam no Botafogo e goleou a Argentina por 4 a 1.
Após parar de jogar, virou técnico de futebol e conduziu o alvinegro carioca ao vice do Campeonato Brasileiro de 1972, e esteve também presente no famoso jogo Botafogo 6 x 0 Flamengo em 15 de novembro de 1972, comandou o Botafogo em várias oportunidades; 1972, 1973, 1977, 1983, 1986, 1889 e 1998 (entre profissionais e juniores), Também comandou América de Natal, Galícia, Rio Branco (ES), Ceará e Volta Redonda.
Atualmente reside no Rio de Janeiro. Casado, tem uma filha e um neto, e recentemente foi homenageado pelo Botafogo em Abril de 2012, e trabalha como coordenador da Base alvinegra.

## Títulos

### Como Jogador
America-MG
- Campeonato Mineiro: 1957

America-RJ
- Campeonato Carioca: 1960

Botafogo
- Torneio Rio-São Paulo: 1966
- Campeonato Brasileiro: 1968
- Campeonato Carioca: 1967 e 1968
- Taça Guanabara: 1967 e 1968
- Torneio Início do Rio de Janeiro: 1967

### Outras Conquistas
America-RJ
- Taça Brasil - Zona Sul: 1961
- Quadrangular Sultana Del Valle: 1961
- Quadrangular de Medellín: 1961

Botafogo
- Troféu Triangular de Caracas: 1967, 1968 e 1970
- Torneio Hexagonal do México: 1968

### Como Treinador
Botafogo
- Torneio Início do Campeonato Carioca: 1977
- Torneio Octávio Pinto Guimarães: 1983
- Campeonato Carioca de Juniores: 1998

### Prêmios individuais
- Time dos sonhos do Botafogo (Placar): 1982, 1994 e 2006[4]
- Time do século do Botafogo: 2004[5]